# Joachim-Mähl-Straße (metrostation)
Joachim-Mähl-Straße is een metrostation in het stadsdeel Niendorf van de Duitse stad Hamburg. Het station werd geopend op 9 maart 1991 en wordt bediend door lijn U2 van de metro van Hamburg.